# Ichoria chalcomedusa
Ichoria chalcomedusa là một loài bướm đêm thuộc phân họ Arctiinae, họ Erebidae.